# سومییوشی-تایشا
سومییوشی-تایشا (به ژاپنی: 住吉大社 Sumiyoshi-taisha) یک معبد شینتویی است که سومی‌یوشی، اوساکا، اوساکا، استان اوساکا، ژاپن قرار دارد.